# Alexander von Münchhausen

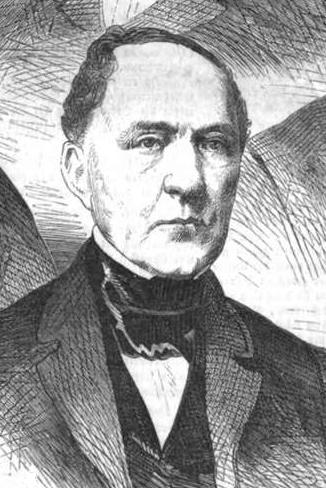
Alexander v. Münchhausen

Alexander Freiherr von Münchhausen (* 10. September 1813 auf Apelern, Grafschaft Schaumburg; † 4. November 1886 in Göttingen) war ein deutscher Verwaltungsjurist im Königreich Hannover, dessen Ministerpräsident er 1850/51 war. Von Februar 1867 bis zum 6. März 1869 saß er im Reichstag (Norddeutscher Bund).

## Leben
Alexander von Münchhausen besuchte das Ernestinum Rinteln. Er studierte ab 1831 an der Philipps-Universität Marburg Rechtswissenschaft und wurde im Corps Schaumburgia aktiv. Als Inaktiver wechselte er an die Friedrich-Wilhelms-Universität zu Berlin und die Georg-August-Universität Göttingen.
Nach den Examen trat er als Auditor in Hannovers Staatsdienst, in dem er bis 1844 bis zum Kammerrat aufrückte. Ab 1841 saß er für die Ritterschaft der Grafschaft Hoya in der Ersten Kammer der Ständeversammlung des Königreichs Hannover, in der er sich zu gemäßigt aristokratischen Grundsätzen bekannte. 1847 wurde er Kabinettsrat des Königs Ernst August. Nach Rücktritt des Märzministeriums wurde er am 26. Oktober 1850 Ministerpräsident und schlug eine gemäßigt konservative Richtung ein. Nach dem Regierungsantritt von Georg V. (Hannover) wurde er am 22. November 1851 entlassen.

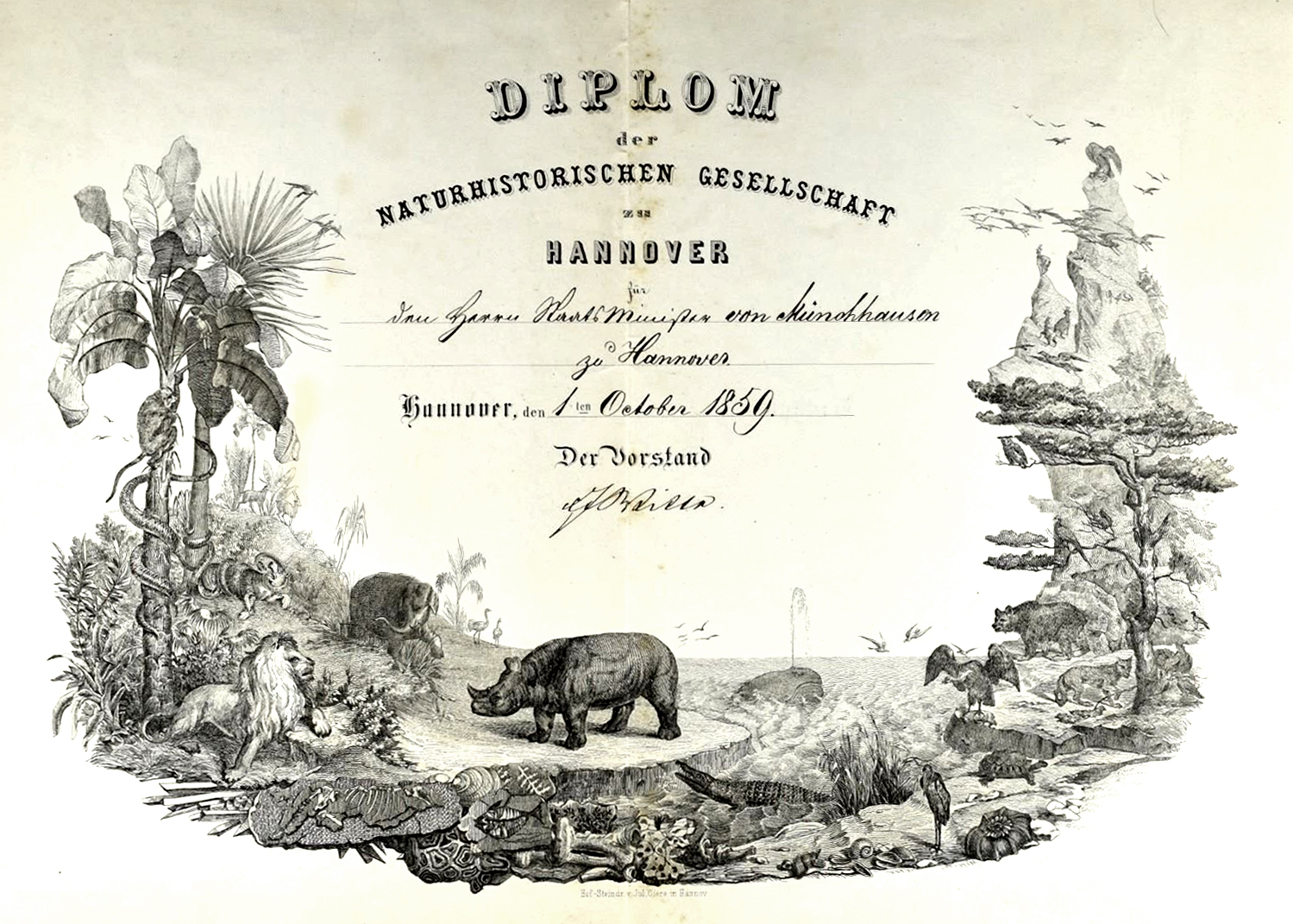
„Diplom“ der Naturhistorischen Gesellschaft zu Hannover von 1. Oktober 1859 für den Staatsminister mit Unterschrift von Friedrich Ernst Witte;
Druck der Hof-Steindruckerei von Julius Giere

1856 wurde er in Stade zum Abgeordneten für die Zweite Kammer gewählt. Mit Alexander Levin von Bennigsen, Ludwig Windthorst und anderen setzte er weiteren Rückschritten, als sie in den Oktroyierungen von 1855 enthalten waren, und besonders den sogenannten Notgesetzen von Wilhelm von Borries, entschiedenen Widerstand entgegen. Namentlich bekämpfte er auch in der Domänenfrage die Politik der Regierung und zog sich dadurch die Ungnade des Königs zu. Im Frühling 1866 wurde er von der Göttinger Universität in die Kammer gewählt und suchte vergeblich, das Ministerium zur Neutralität beim Deutschen Krieg zu bewegen. Nach der Annexion Hannovers kehrte er ganz den hannöverschen partikularistischen Standpunkt hervor und hielt im norddeutschen Reichstag, dem er als Abgeordneter des Stadtkreises Hannover angehörte, am 11. März 1867 eine heftige Rede gegen die preußische Politik, welche Otto von Bismarck energisch zurückwies. 1870 wurde er wegen Verdachts welfischer Umtriebe auf Befehl des Generals von Falckenstein verhaftet und eine Zeit lang in Königsberg i. Pr. gefangen gehalten. Von 1870 bis 1871 saß er als fraktionsloser Abgeordneter des Wahlkreises Hannover 26 (Uelzen) im Preußischen Abgeordnetenhaus. Er starb mit 83 Jahren in Göttingen.

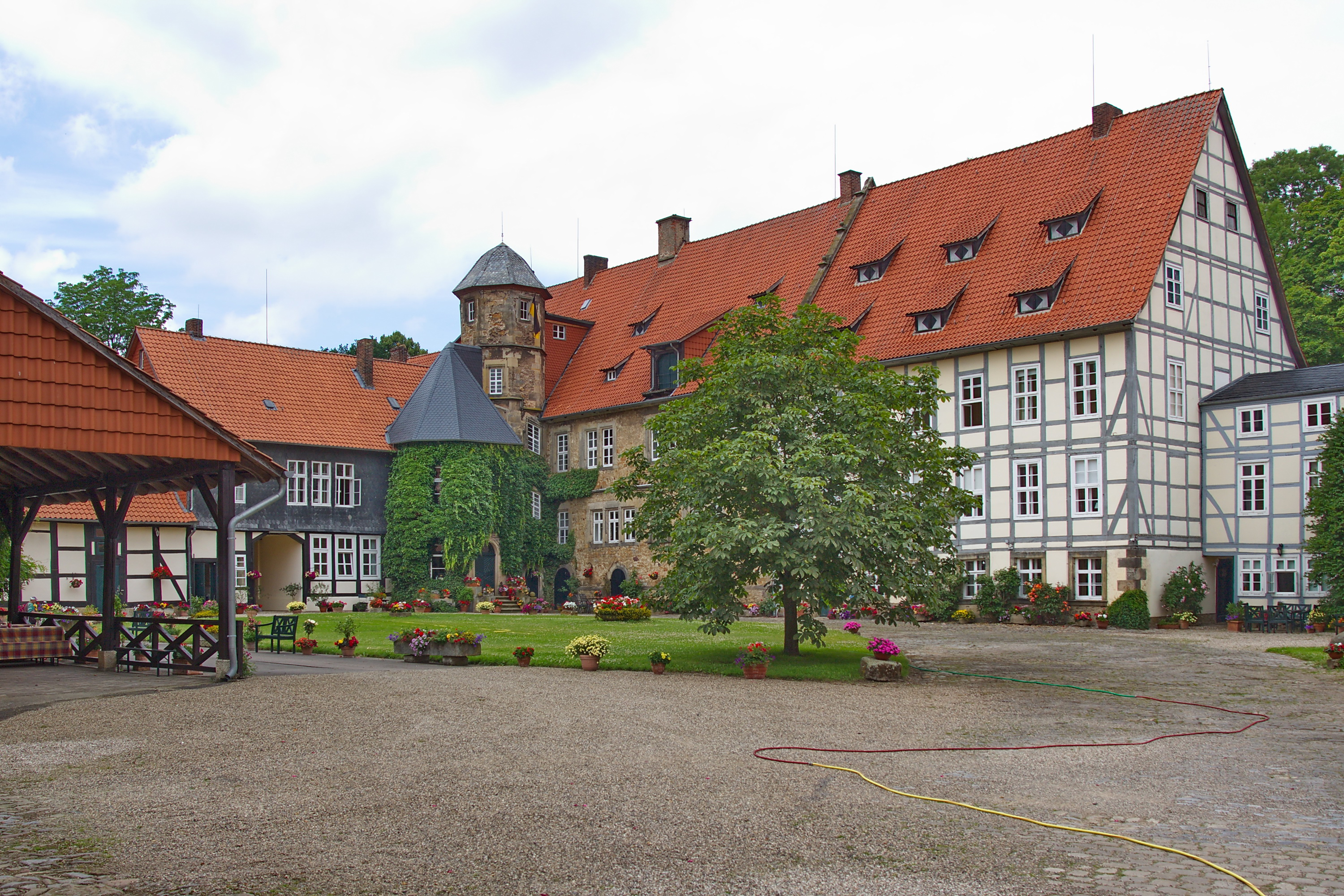
Münchhausen’sches Rittergut in Apelern

Als Sohn des Karl von Münchhausen und der Henriette von und zu Schachten war er Gutsherr auf Gut Apelern (seit 1370 im Besitz der Münchhausen) und Nienfeld. 1844 heiratete er Gräfin Doraline Grote, Tochter des Adolf Graf Grote-Breese und der Caroline von und zu Schachten. Da das Ehepaar kinderlos blieb, fiel sein Besitz nach seinem Tod an den Vetter Börries (1845–1931), Vater des Dichters Börries Freiherr von Münchhausen und des Landrats Hans Georg von Münchhausen (1877–1952), der Apelern anschließend erbte.